# Centre d'Estudis Comarcals d'Igualada
El Centre d'Estudis Comarcals d'Igualada (CECI) és una institució cultural d'Igualada, constituïda provisionalment el 8 de juny de 1947 i creada el 24 d'agost de 1947 pel dr. Joan Mercader i mossèn Amadeu Amenós per tal de recuperar la vida cultural de la ciutat després de la guerra civil espanyola.
Entre els co-fundadors es pot citar Gabriel Castellà i Raich, que fou vicepresident de l'entitat. Sota el patrocini del CECI es va crear l'any 1949 el Museu de la Ciutat, ubicat en una sala del segon pis de l'edifici que l'industrial i mecenes Artur Garcia Fossas havia edificat a Igualada en la dècada de 1930, amb l'objectiu inicial de servir com orfenat, però que funcionà com a escola a partir de 1941.
L'any 1954 el CECI va inaugurar el Museu de la Pell d'Igualada, ubicat inicialment al tercer pis de l'edifici de l'escola Garcia Fossas, i un any més tard el Museu Tèxtil, així com l'Arxiu Històric i Bibliogràfic del CECI. L'any 1950 el CECI va ser un dels iniciadors del moviment que creà les assemblees d'estudis comarcals de Catalunya.
El CECI participà en les excavacions realitzades a la Vil·la romana de l'Espelt, jaciment arqueològic declarat Bé Cultural d'Interès Nacional, situat prop del poble de l'Espelt, al municipi d'Òdena.
El desenvolupament de les activitats va portar a la creació de seccions: Arqueologia, Art i Patrimoni, Ciències Naturals, Economia, Ciències Polítiques i Sociologia, Estudis Clàssics, Filologia, Història, Història Medieval i Paleontologia i geologia. També té els grups filials EGAN - Espeleo Grup Anoia (creat el 1989) i Associació Bonsai i Natura de l'Anoia (1993). Ha publicat més de cinquanta llibres i la Miscellanea Aqualatensia, creada el 1949 i amb periodicitat bianual des de 1983.